# كيم غامبل
كيم غامبل (بالإنجليزية: Kim Gamble)‏ هو نحات أسترالي، ولد في 1952 في سيدني في أستراليا، وتوفي في 19 فبراير 2016.